# 一角鲸
一角鲸（学名：Monodon monoceros），又称独角鲸，是齿鲸的一种。在中世紀以前，商人與鍊金術士將一角鯨視為神祕的生物，其長牙被當作「獨角獸的角」，價值非凡。一角鯨主要生活在北極，因为其独特的外观，历年来科学家对一角鯨进行过大量的研究。

## 基本資料
出生身長體重：1.6米、80公斤
最大身長體重紀錄：
- 雄：4.7米、1,600公斤

壽命：至少25年，可能達50年。

## 外型特徵

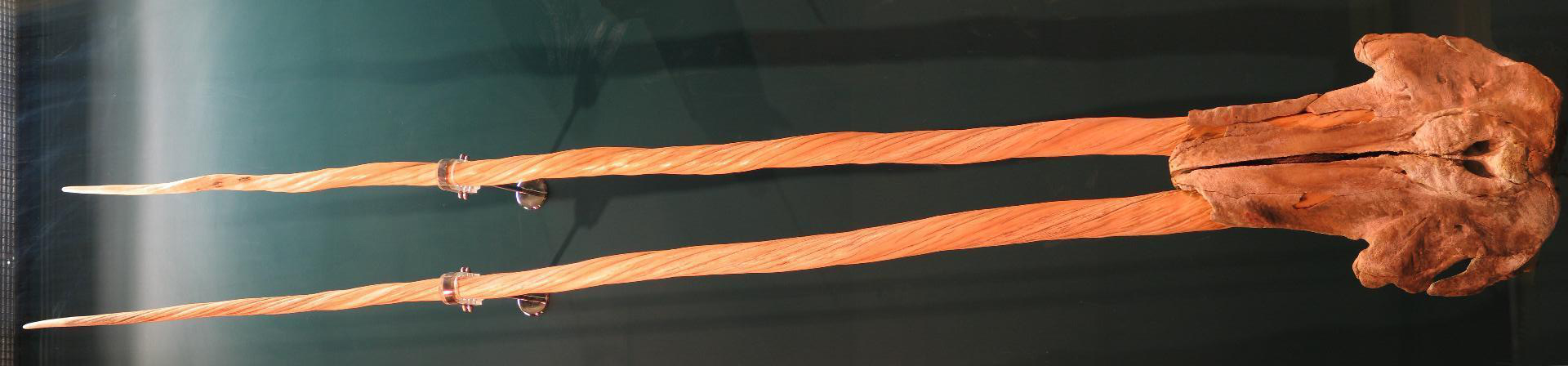
少數的一角鯨頭上可見到所謂「雙長牙」的特徵。此頭骨為雌性。（德國漢堡一所博物館的標本）

一角鯨的頭部小而圓，不具凸出的嘴喙。額隆（melon）凸出，在嘴部前方呈小幅度上翹。胸鰭小而寬闊，但長度短，末端微往上彎。成鯨的尾鰭後緣有如凸面鏡般明顯的凸出，當觀測者在飛機上往下方俯視時，容易讓人聯想到蝴蝶的翅膀。和白鯨相同，一角鯨不具背鰭，但在背部後半有低矮的肉質隆起。
成鯨體色為白色，在背部散佈有黑色斑點。年老個體幾乎全為白色，僅背部中央、頭頂與胸鰭邊緣仍看得到黑色區域。剛出生不久的一角鯨渾身呈淺灰色，至剛斷奶時幾乎全為黑色，之後在腹部與側面會逐漸出現白色區塊。

### 長牙
一角鯨的「獨角」實为特化的左側犬齒。所有一角鯨口中均缺乏具功能性的牙齒，大多數雌鯨終生無齒，而雄鯨（包括極少數雌鯨在內）上顎左侧犬齒在二或三歲時突出脣外且持續生長，突出的部分可達二點七公尺長，重達十公斤以上。長牙大多數為左旋，內部大半中空，軸心保持筆直，但有時會扭轉。極少數雄鯨（比率約500分之1）會連右側的牙齒也突出脣外，形成「雙長牙」的罕見情況，額外長出的右側長牙通常會比左側的短。
一角鯨的獨角是「感測器官」，可接收鹽度、溫度和壓力變化。
多數哺乳動物的牙齒表面都有一層耐磨的琺瑯質，但是這根獨角卻沒有。裸露在外的是牙骨質（cementum），內層是象牙質（dentin），最裏頭才是中空的牙髓（pulp）。科學家發現，除了牙骨質佈滿細小的孔洞外，往內延伸还可以在象牙質上找到密密麻麻的通道。這些通道最後接連著牙髓上的神經細胞，然後一併匯至角基，最後將這些訊息傳至大腦。

## 分布
一角鯨主要分布在北極地區，其分布並不連續。牠們在深水域的數量较多，其中一支分布在北至北大西洋海盆，特別是哈德遜海峽、哈得遜灣北部、福克斯海盆（Foxe Basin）、戴維斯海峽、巴芬灣、與Lancaster Sound等水域。另一分布中心位於格陵蘭海，而在白令海北部也有小族群分布。牠們的遷徙似乎與海冰的形成和移動有關，當春季冰層不完整或破裂時，一角鯨會隨著浮冰縮小的邊界移動，並自小裂縫和融化的孔隙間快速的穿過峽灣。在夏季與秋季早期牠們會離開這些區域，而當冰層再次擴張時，牠們會尋找冰層持續移動的水域過冬，這讓牠們能在流冰群中較易找到呼吸孔。

## 習性
一角鯨在夏季時通常會形成數百頭的大群體，其中包含較小、關係較緊密，數量約二十頭左右的小群，這類小群體通常由同一性別或同一年齡層的一角鯨所組成。冬季流冰盛行時，一角鯨的分布似乎更為分散而孤立，這或許是因為冰層間距離不等的裂隙與破洞所造成。由頭部的傷痕與外傷，以及長牙折斷的高發生率來看，成年雄鯨彼此間似乎有打鬥的習性，這類爭鬥行為可能是為了建立領域或爭取交配機會。曾經有目擊者清楚地看見數頭一角鯨在海面上彼此交錯長牙的情景，但無證據指出這是爭鬥行為的形式之一。已知北極熊會在浮冰層間開闊水面的小塘中獵殺一角鯨，夏季時虎鯨也會在近岸水淺處捕食牠們。雖然牠們不像領航鯨（pilot whale）那樣會有大規模集體擱淺的現象，但一角鯨容易被因風吹或快速形成的海冰困住而意外死亡。此類事件在西格陵蘭的Disko Bay發生的頻率與規模都很高。一角鯨常有浮窺（spyhopping）、鯨尾擊浪（lobtailing）等行為，但躍身擊浪（breaching）則相常罕見。噴氣（blow）高度低而不明顯。

## 生殖
一角鯨在冬末至春天交配（四月為高峰期），此時牠們難以接近觀察。懷孕期約15個月，產期多在夏季（七至八月，以八月初為高峰），此時牠們多半待在峽灣裡。哺乳期與哺育期皆至少持續一年，生殖間隔至少兩年，可能達三年以上。

## 食性
一角鯨是深層的潛水者，牠們會在海洋各層深度覓食，主要捕食遠洋魚類（特別是鱈魚）、魷魚、蝦、以及底棲生物如格陵蘭大比目魚（Greenland halibut）等。潛水時間可達20分鐘，深處超過1,000公尺。一角鯨似乎是將獵物吸入口中後整個吞下，而不是使用長牙來戳刺獵物。

## 現狀
一角鯨長久以來被原住民捕殺以取得食物、燃油、以及長牙。其皮膚（原住民語稱為「maktaq」）被視為珍貴美食。商業捕鯨者也會捕捉一角鯨，但僅是偶爾為之，同樣棲息於北極的弓頭鯨（Bowhead Whale）才是他們的主要目標。二十世紀初期，哈得孫灣公司曾有短暫期間收購一角鯨的皮與長牙輸出（前者用於製造軟皮手套）。長牙一直是高價的輸出品，而maktaq在加拿大與格陵蘭北部城鎮都是高級商品。其數量估計在巴芬灣約有35,000頭，戴維斯海峽約有1,400頭，東格陵蘭的Scoresby Sound約有300頭，上述這些數據未包含潛航中的個體，估計實際總數量應在50,000頭以上。已知最大的生存威脅是人類的獵殺，以及虎鯨的獵捕，特別是在獵人配備了快速的摩托快艇與火力強大的來福鎗之後。